# Flateyri
Flateyri är en ort i republiken Island.  Den ligger vid fjorden Önundarfjörður i regionen Västfjordarna, 220 km norr om huvudstaden Reykjavik. Flateyri ligger 24 meter över havet och antalet invånare är 199 (2021).

## Folkhögskolan
I september 2018 öppnade Flateyri folkhögskola. Den är den andra i sitt slag på Island.

## Lavinerna 2020
Den 14 januari 2020 träffade två stora laviner lavinbarriären ovanför byn. Den första lavinen gled ner på höger sida av barriären och ner till havet där den orsakade en tsunami som slog in i hamnen och sänkte 6 av 7 båtar som låg där. Den andra lavinen gled nedför barriärens vänstra sida innan den gled över den och träffade ett hus med fyra personer. Tre av de boende kunde fly från huset genom ett fönster, medan den fjärde räddades från snön cirka 30 minuter senare av räddningsarbetare.